# トゥールカリム県
トゥールカリム県 (アラビア語: محافظة طولكرم Muḥāfaẓat Ṭūlkarm; ヘブライ語: נפת טולכרם‎ Nafat Ṭūlkarm)は、パレスチナ自治区のヨルダン川西岸地区北西の県。
県都はトゥールカリム。
2014年7月1日の人口は17万8800人で、ヨルダン川西岸地区の6.4%を占め、11県中7位。
面積は246km²で、ヨルダン川西岸地区の4.4%を占め、11県中9位。
人口密度は726.8人/km²。

## 人口
- 1997年12月10日：13万4110人
- 2007年12月1日：15万7988人
- 2014年7月1日：17万8800人

## 隣接県
- 北：ハイファ地区
- 北東：ジェニーン県
- 東：ナーブルス県
- 南：カルキーリーヤ県
- 西：中央地区

## 主要都市
人口は2014年7月1日の値。
- トゥールカリム：7万100人(県都)(難民キャンプを含む)

## 医療機関
- 殉教者博士タベット・タベット政府病院（トゥールカリム）